# Indická hokejbalová reprezentace
Indická hokejbalová reprezentace je výběrem nejlepších indických hráčů v hokejbale. V Mistrovství světa v hokejbalu se poprvé účastnila v roce 2005 v Pittsburghu kde skončila na šestém místě. Největším úspěchem indického týmu je jedno stříbro v Mistrovství světa v hokejbalu 2009 v Plzni.

## Účast namistrovstvísvěta
| MS      | Místo konání        | Umístění        |
| ------- | ------------------- | --------------- |
| MS 2005 | USA (Pittsburgh)    | 6. místo        |
| MS 2007 | Německo (Ratingen)  | 7. místo        |
| MS 2009 | Česko (Plzeň)       | . místo         |
| MS 2013 | Kanada (St. John's) | Nezúčastnilo se |
| MS 2015 | Švýcarsko (Zug)     | 9. místo        |